# Jouet-sur-l'Aubois
 Jouet-sur-l'Aubois  es una población y comuna francesa, situada en la región de  Centro, departamento de Cher, en el distrito de Saint-Amand-Montrond y cantón de La Guerche-sur-l'Aubois.

## Demografía
| 1644 | 1551 | 1616 | 1488 | 1395 | 1341 |
| Para los censos de 1962 a 1999 la población legal corresponde a la población sin duplicidades (Fuente: INSEE [Consultar]) |      |      |      |      |      |